# شهرستان مینگ‌شوی
شهرستان مینگ‌شوی (به چینی: 明水县) یک شهرستان در استان هئی‌لونگ‌جیانگ چین است که در تابعیت شهر سوی‌هوا قرار دارد.

## تقسیمات اداری
شهرستان مینگ‌شوی ۶ شهرک و ۶ قصبه تابعه تقسیم شده است. هفت «میدان» هم‌سطح قصبه نیز تابع این شهرستان می‌باشند، مانند نواحی اداری مزارع و مراتع.
- شهرک تونگ‌دا (通达镇، Tōngdá zhèn)
- شهرک چونگ‌ده (崇德镇، Chóngdé zhèn)
- شهرک شوانگ‌شینگ (双兴镇، Shuāngxìng zhèn)
- شهرک شینگ‌رن (兴仁镇، Xìngrén zhèn)
- شهرک مینگ‌شوی(明水镇، Míngshuǐ zhèn)
- شهرک یونگ‌شینگ (永兴镇، Yǒngxìng zhèn)

- قصبه تونگ‌چوان (通泉乡، Tōngquán xiāng)
- قصبه فان‌رونگ (繁荣乡، Fánróng xiāng)
- قصبه گوانگ‌رونگ (光荣乡، Guāngróng xiāng)
- قصبه شورِن (树人乡، Shùrén xiāng)
- قصبه یولین (育林乡، Yùlín xiāng)
- قصبه یونگ‌جیو (永久乡، Yǒngjiǔ xiāng)

- میدان اسب‌داری تعاونی شهرستان (县联社马场، Xiàn liánshè mǎchǎng)
- میدان بذرکاری ۱ام دولتی (国营第一良种، Guóyíng dì yī liángzhǒngchǎng)
- میدان بذرکاری ۲ام دولتی (国营第二良种، Guóyíng dì èr liángzhǒngchǎng)
- میدان بذرکاری ۳ام دولتی (国营第三良种، Guóyíng dì sān liángzhǒngchǎng)
- میدان جنگل‌داری دولتی (国营林场، Guóyíng línchǎng)
- میدان دام‌داری یولین (育林畜牧场، Yùlín xùmùchǎng)
- میدان زادآوری دام مینگ‌شوی (明水种畜场، Míngshuǐ zhǒngchùchǎng)